# Copa Lotus
Copa Lotus és un grup musical de Vilanova i la Geltrú, Garraf. Va guanyar el primer premi de la 13ª edició del premi de maquetes Sona9 (2013).
Els seus components són: Marc Bala (guitarra i veu), Vidal Soler (guitarra), Marc Benaiges (bateria) i Xavi Yerga (contrabaix), i el seu estil de música es pot englobar dins el rock, lleugerament inspirat en el folk rock clàssic americà.
Copa Lotus és hereu d'un projecte creat al 2011 anomenat Backyard Morning Lights per Marc Bala i Vidal Soler, de cançons pròpies en anglès, que al cap d'un any passà a anomenar-se Copa Lotus. Al 2012 va veure la llum el seu primer àlbum autoeditat The Misery of Our Days Vol.1, i poc després començaren a compondre alguns temes en català. Al 2013 es presentaren al concurs Sona9 per valors emergents de la música catalana, aconseguint el primer premi. A partir d'aquí feren diversos concerts de promoció per Catalunya i editaren un primer àlbum íntegrament en català El moixó moguer (2013, reedició el 2015 amb RGB Suports). Poc després, feren una col·laboració amb el cantant també vilanoví Pere Tàpias amb diversos concerts i un EP (2014).
Al 2015 editaren el seu segon disc d'estudi, Batxillerat nocturn, coproduït per Peter Buck de R.E.M..

## Discografia
- The Misery of Our Days Vol. 1 (autoedició, 2012)
- El moixó moguer (2013; RGB Suports, 2015)
- Batxillerat nocturn (RGB Suports, 2016)
- No som un grup (EP; Bones Festes, 2020)